# Grand Prix moto de France
Navigation
Le Grand Prix moto de France de vitesse est une course motocycliste comptant pour les Championnats du monde de vitesse moto depuis 1951.

## Historique
Le Grand Prix s’est disputé sur différents circuits au cours de son histoire ; citons ici le circuit de Charade (Puy-de-Dôme) entre 1959 et 1967, le circuit du Mans à de nombreuses reprises depuis 1969 en alternance avec le circuit Paul Ricard du Castellet, utilisé lui, pour la première fois en 1973, le circuit Paul Armagnac de Nogaro en 1978 et 1982 et le circuit de Nevers Magny-Cours une seule fois en 1992.
À noter qu'en 1991, deux Grands Prix du championnat du monde ont été disputés la même année en France : le Grand-Prix de France au circuit Paul Ricard le 21 juillet, mais aussi le Grand-Prix de vitesse du Mans sur le circuit du Mans le 8 septembre, épreuve supplémentaire en remplacement du Grand Prix du Brésil annulé pour des raisons de sécurité.
L'épreuve se court depuis l'année 2000 au Mans sur le circuit Bugatti.
Le record d’affluence du championnat du monde de vitesse moto a été battu au Grand Prix de France 2025 avec 311 797 spectateurs sur trois jours, devenant le premier Grand Prix à franchir la barre des 300 000 spectateurs. Le précédent record de 297 471 spectateurs datait du Grand Prix moto de France 2024. Ce record s'est accompagné de la victoire de Johann Zarco, la première victoire française à domicile en catégorie reine, depuis Pierre Monneret en 1954.

## Appellations officielles et sponsors
- 1959–1960: Grand Prix de France de Vitesse (pas de sponsor officiel)
- 1962–1964, 1966–1967, 1972, 1974, 1978, 1983, 1985–1992, 1995–1996, 2009: Grand Prix de France (pas de sponsor officiel)[3]
- 1970: Grand Prix de France Motocyclistes (pas de sponsor officiel)[4]
- 1975–1977, 1980–1982, 1984, 1994, 1997–1999: Grand Prix de France Moto (pas de sponsor officiel)[5]
- 2000–2001, 2003–2004: Grand Prix Polini de France[6],[7]
- 2002: Polini Grand Prix de France
- 2005: Grand Prix Alice de France[8]
- 2006–2008: Alice Grand Prix de France[9]
- 2010–2016: Monster Energy Grand Prix de France[10]
- 2017–2018: HJC Helmets Grand Prix de France[11]
- 2019–2020: Shark Helmets Grand Prix de France[12]
- 2021–2023: Shark Grand Prix de France[13]
- 2024–présent: Michelin Grand Prix de France

## Palmarès
- Courses qui n'ont pas fait partie du championnat du monde de vitesse moto.

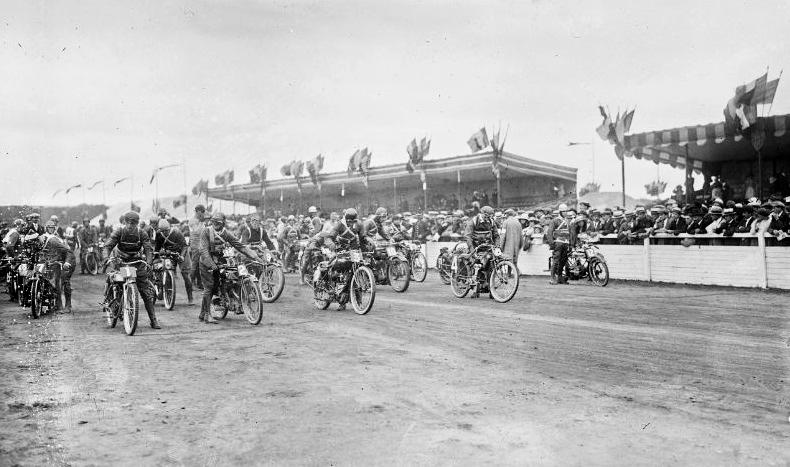
Départ de la course 500 cm au 2e Grand Prix de l'U.M.F. (GP de France) en 1921 sur le circuit de la Sarthe.

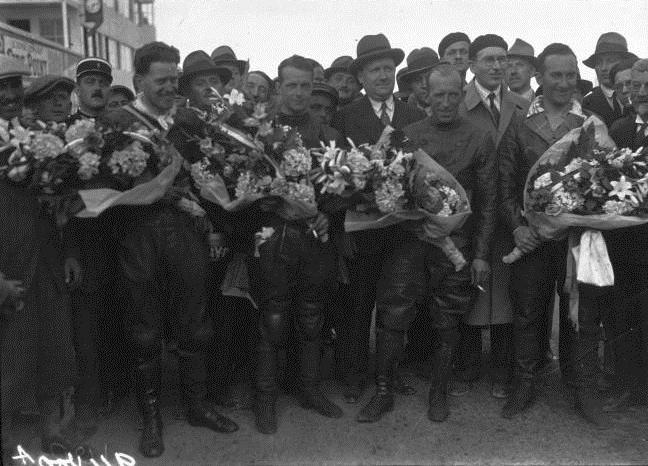
Vainqueurs du GP de France 1932: Eric Fernihough, Leo Davenport, Jimmie Simpson et Stanley Woods.

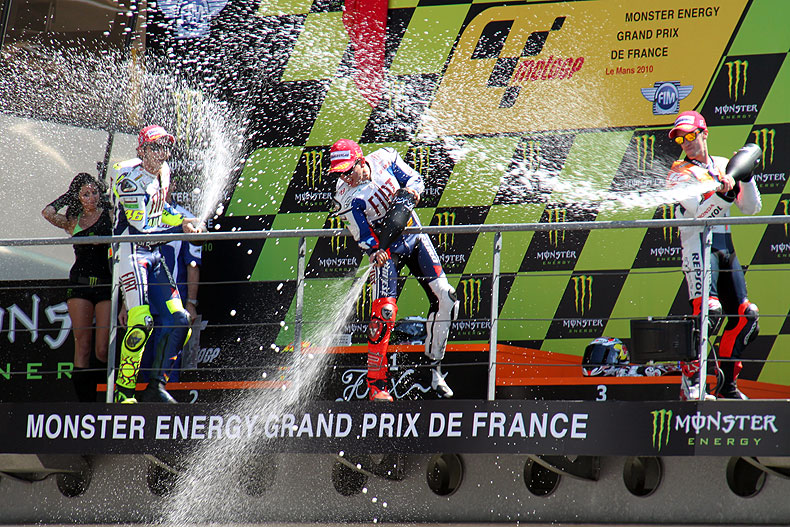
Podium du MotoGP 2010: Valentino Rossi, Jorge Lorenzo (quintuple vainqueur de l'épreuve) et Andrea Dovizioso.

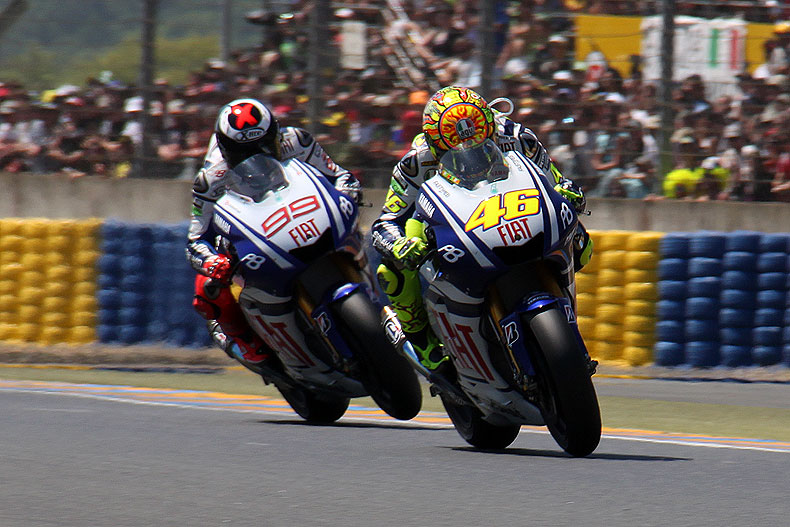
Lorenzo et Rossi, toujours en 2010.

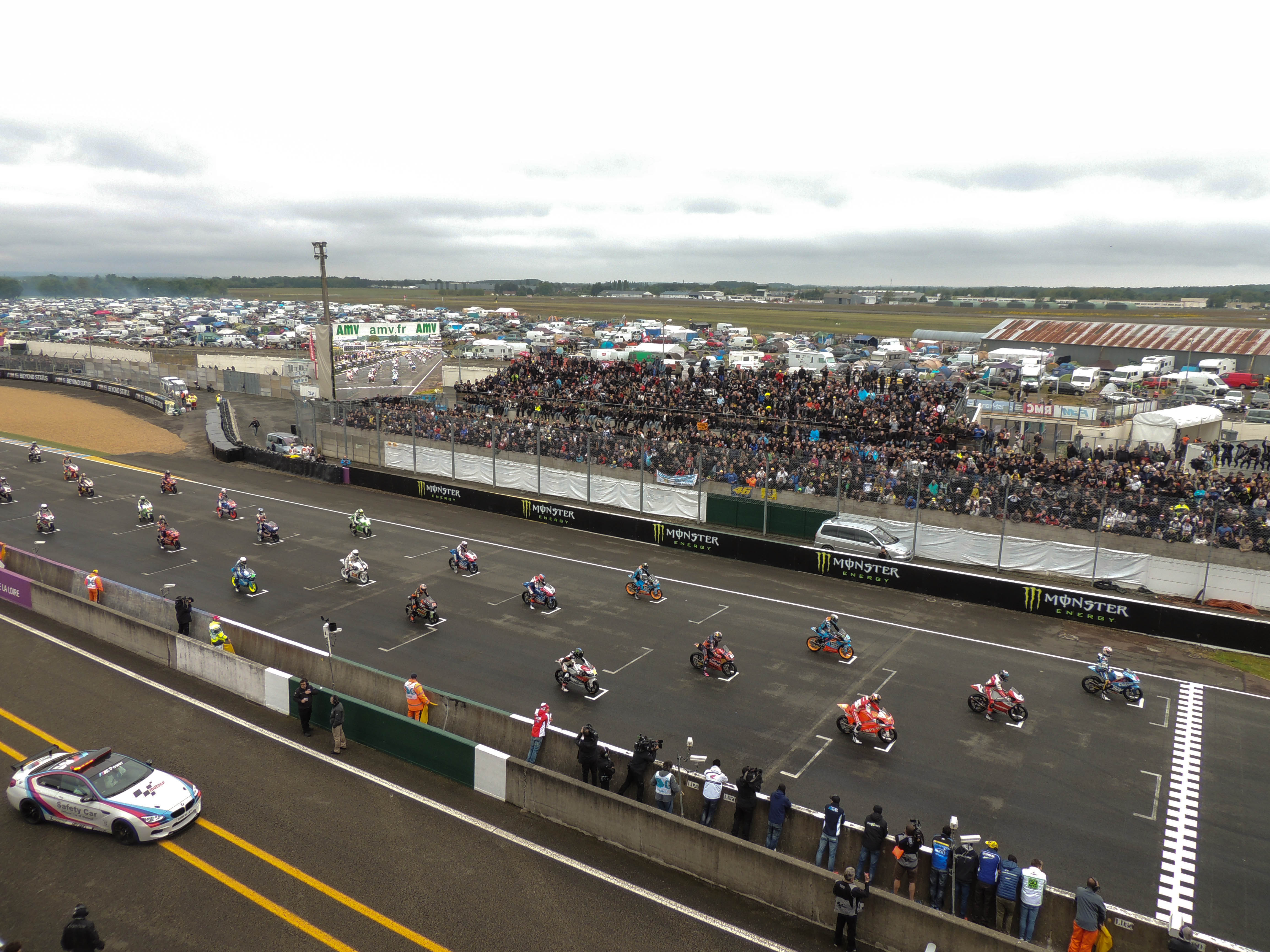
Départ du GP de France Moto 3 en 2013 au Mans.

Les cases vertes indiquent une course comptant pour le championnat du monde de vitesse moto se déroulant en France mais qui n'est pas la course du Grand Prix moto de France.
| Année | Circuit | MotoE             | MotoE               | Moto3              | Moto2             | MotoGP          | Rapport |
| Année | Circuit | Course 1          | Course 2            | Moto3              | Moto2             | MotoGP          | Rapport |
| ----- | ------- | ----------------- | ------------------- | ------------------ | ----------------- | --------------- | ------- |
| 2025  | Le Mans | Óscar Gutiérrez   | Mattia Casadei      | José Antonio Rueda | Manuel González   | Johann Zarco    | Rapport |
| 2024  | Le Mans | Nicholas Spinelli | Nicholas Spinelli   | David Alonso       | Sergio Garcia     | Jorge Martin    | Rapport |
| 2023  | Le Mans | Jordi Torres (en) | Matteo Ferrari (en) | Daniel Holgado     | Tony Arbolino     | Marco Bezzecchi | Rapport |
| 2022  | Le Mans | Mattia Casadei    | Dominique Aegerter  | Jaume Masiá        | Augusto Fernández | Enea Bastianini | Rapport |
| 2021  | Le Mans | Eric Granado      | NC                  | Sergio García      | Raúl Fernández    | Jack Miller     | Rapport |
| 2020  | Le Mans | Jordi Torres      | Niki Tuuli          | Celestino Vietti   | Sam Lowes         | Danilo Petrucci | Rapport |

| Année | Circuit     | Moto3             | Moto2             | MotoGP           | Rapport |
| ----- | ----------- | ----------------- | ----------------- | ---------------- | ------- |
| 2019  | Le Mans     | John McPhee       | Álex Márquez      | Marc Márquez     | Rapport |
| 2018  | Le Mans     | Albert Arenas     | Francesco Bagnaia | Marc Márquez     | Rapport |
| 2017  | Le Mans     | Joan Mir          | Franco Morbidelli | Maverick Viñales | Rapport |
| 2016  | Le Mans     | Brad Binder       | Álex Rins         | Jorge Lorenzo    | Rapport |
| 2015  | Le Mans     | Romano Fenati     | Thomas Lüthi      | Jorge Lorenzo    | Rapport |
| 2014  | Le Mans     | Jack Miller       | Mika Kallio       | Marc Márquez     | Rapport |
| 2013  | Le Mans     | Maverick Viñales  | Scott Redding     | Daniel Pedrosa   | Rapport |
| 2012  | Le Mans     | Louis Rossi       | Thomas Lüthi      | Jorge Lorenzo    | Rapport |
| Année | Circuit     | 125 cm3           | Moto2             | MotoGP           | Rapport |
| 2011  | Le Mans     | Maverick Viñales  | Marc Márquez      | Casey Stoner     | Rapport |
| 2010  | Le Mans     | Pol Espargaró     | Toni Elias        | Jorge Lorenzo    | Rapport |
| Année | Circuit     | 125 cm3           | 250 cm3           | MotoGP           | Rapport |
| 2009  | Le Mans     | Julián Simón      | Marco Simoncelli  | Jorge Lorenzo    | Rapport |
| 2008  | Le Mans     | Mike Di Meglio    | Alex Debón        | Valentino Rossi  | Rapport |
| 2007  | Le Mans     | Sergio Gadea      | Jorge Lorenzo     | Chris Vermeulen  | Rapport |
| 2006  | Le Mans     | Thomas Lüthi      | Yuki Takahashi    | Marco Melandri   | Rapport |
| 2005  | Le Mans     | Thomas Lüthi      | Daniel Pedrosa    | Valentino Rossi  | Rapport |
| 2004  | Le Mans     | Andrea Dovizioso  | Daniel Pedrosa    | Sete Gibernau    | Rapport |
| 2003  | Le Mans     | Daniel Pedrosa    | Toni Elías        | Sete Gibernau    | Rapport |
| 2002  | Le Mans     | Lucio Cecchinello | Fonsi Nieto       | Valentino Rossi  | Rapport |
| Année | Circuit     | 125 cm³           | 250 cm³           | 500 cm³          | Rapport |
| 2001  | Le Mans     | Manuel Poggiali   | Daijiro Kato      | Max Biaggi       | Rapport |
| 2000  | Le Mans     | Youichi Ui        | Tohru Ukawa       | Àlex Crivillé    | Rapport |
| 1999  | Paul Ricard | Roberto Locatelli | Tohru Ukawa       | Àlex Crivillé    | Rapport |
| 1998  | Paul Ricard | Kazuto Sakata     | Tetsuya Harada    | Àlex Crivillé    | Rapport |
| 1997  | Paul Ricard | Valentino Rossi   | Tetsuya Harada    | Michael Doohan   | Rapport |
| 1996  | Paul Ricard | Stefano Perugini  | Max Biaggi        | Michael Doohan   | Rapport |
| 1995  | Le Mans     | Haruchika Aoki    | Ralf Waldmann     | Michael Doohan   | Rapport |
| 1994  | Le Mans     | Noboru Ueda       | Loris Capirossi   | Michael Doohan   | Rapport |
| 1992  | Magny-Cours | Ezio Gianola      | Loris Reggiani    | Wayne Rainey     | Rapport |
| 1991  | Paul Ricard | Loris Capirossi   | Loris Reggiani    | Wayne Rainey     | Rapport |
| 1990  | Le Mans     | Hans Spaan        | Carlos Cardús     | Kevin Schwantz   | Rapport |

| Année | Circuit     | 80 cm3      | 125 cm3        | 250 cm3         | 500 cm3         | Rapport |
| ----- | ----------- | ----------- | -------------- | --------------- | --------------- | ------- |
| 1989  | Le Mans     |             | Jorge Martínez | Carlos Cardús   | Eddie Lawson    | Rapport |
| 1988  | Paul Ricard |             | Jorge Martínez | Jacques Cornu   | Eddie Lawson    | Rapport |
| 1987  | Le Mans     |             | Fausto Gresini | Reinhold Roth   | Randy Mamola    | Rapport |
| 1986  | Paul Ricard |             | Luca Cadalora  | Carlos Lavado   | Eddie Lawson    | Rapport |
| 1985  | Le Mans     | Angel Nieto | Ezio Gianola   | Freddie Spencer | Freddie Spencer | Rapport |
| 1984  | Paul Ricard |             | Angel Nieto    | Anton Mang      | Freddie Spencer | Rapport |

| Année | Circuit          | 50 cm3               | 125 cm3             | 250 cm3              | 350 cm3             | 500 cm3           | Rapport |
| ----- | ---------------- | -------------------- | ------------------- | -------------------- | ------------------- | ----------------- | ------- |
| 1983  | Le Mans          | Stefan Dörflinger    | Ricardo Tormo       | Alan Carter          |                     | Freddie Spencer   | Rapport |
| 1982  | Nogaro           |                      | Jean-Claude Selini  | Jean-Louis Tournadre | Jean-François Baldé | Michel Frutschi   | Rapport |
| 1981  | Paul Ricard      |                      | Angel Nieto         | Anton Mang           |                     | Marco Lucchinelli | Rapport |
| 1980  | Paul Ricard      |                      | Angel Nieto         | Kork Ballington      | Jon Ekerold         | Kenny Roberts     | Rapport |
| 1979  | Le Mans          | Eugenio Lazzarini    | Guy Bertin          | Kork Ballington      | Patrick Fernandez   | Barry Sheene      | Rapport |
| 1978  | Nogaro           |                      | Pier Paolo Bianchi  | Gregg Hansford       | Gregg Hansford      | Kenny Roberts     | Rapport |
| 1977  | Paul Ricard      |                      | Pier Paolo Bianchi  | Jon Ekerold          | Takazumi Katayama   | Barry Sheene      | Rapport |
| 1976  | Le Mans          | Herbert Rittberger   |                     | Walter Villa         | Walter Villa        | Barry Sheene      | Rapport |
| 1975  | Paul Ricard      |                      | Kent Andersson      | Johnny Cecotto       | Johnny Cecotto      | Giacomo Agostini  | Rapport |
| 1974  | Clermont-Ferrand | Henk van Kessel      | Kent Andersson      |                      | Giacomo Agostini    | Phil Read         | Rapport |
| 1973  | Paul Ricard      |                      | Kent Andersson      | Jarno Saarinen       | Giacomo Agostini    | Jarno Saarinen    | Rapport |
| 1972  | Clermont-Ferrand |                      | Gilberto Parlotti   | Phil Read            | Giacomo Agostini    | Giacomo Agostini  | Rapport |
| 1970  | Le Mans          | Angel Nieto          | Dieter Braun        | Rodney Gould         |                     | Giacomo Agostini  | Rapport |
| 1969  | Le Mans          | Aalt Toersen         | Jean Auréal         | Santiago Herrero     |                     | Giacomo Agostini  | Rapport |
| 1967  | Clermont-Ferrand | Yoshimi Katayama     | Bill Ivy            | Bill Ivy             |                     |                   | Rapport |
| 1966  | Clermont-Ferrand |                      |                     | Mike Hailwood        | Mike Hailwood       |                   | Rapport |
| 1965  | Rouen            | Ralph Bryans         | Hugh Anderson       | Phil Read            |                     |                   | Rapport |
| 1964  | Clermont-Ferrand | Hugh Anderson        | Luigi Taveri        | Phil Read            |                     |                   | Rapport |
| 1963  | Clermont-Ferrand | Hans-Georg Anscheidt | Hugh Anderson       |                      |                     |                   | Rapport |
| 1962  | Clermont-Ferrand | Jan Huberts          | Kunimitsu Takahashi | Jim Redman           |                     |                   | Rapport |

| Année   | Circuit          | 125 cm3             | 250 cm3             | 350 cm3            | 500 cm3           | Rapport   |
| ------- | ---------------- | ------------------- | ------------------- | ------------------ | ----------------- | --------- |
| 1961    | Clermont-Ferrand | Tom Phillis         | Tom Phillis         |                    | Gary Hocking      | Rapport   |
| 1960    | Clermont-Ferrand |                     |                     | Gary Hocking       | John Surtees      | Rapport   |
| 1959    | Clermont-Ferrand |                     |                     | John Surtees       | John Surtees      | Rapport   |
| 1958    | Pau              |                     |                     | Jacques Collot     | Jacques Collot    | Rapport   |
| 1955    | Reims            | Carlo Ubbiali       |                     | Duilio Agostini    | Geoff Duke        | Rapport   |
| 1954    | Reims            |                     | Werner Haas         | Pierre Monneret    | Pierre Monneret   | Rapport   |
| 1953    | Rouen            |                     |                     | Fergus Anderson    | Geoff Duke        | Rapport   |
| Année   | Circuit          | 175 cm3             | 250 cm3             | 350 cm3            | 500 cm3           | Rapport   |
| 1952    | Albi             | Georges Burgraff    | Fergus Anderson     | Jack Brett         | Jack Brett        | Rapport   |
| 1951    | Albi             |                     | Bruno Ruffo         | Geoff Duke         | Alfredo Milani    | Rapport   |
| 1949    | Saint-Gaudens    |                     | Fergus Anderson     | David Whitworth    | Leslie Graham     | Rapport   |
| 1940-48 | Non couru        | Non couru           | Non couru           | Non couru          | Non couru         | Non couru |
| 1939    | Reims            | Henry Nougier       | Ewald Kluge         | Heiner Fleischmann | John White        | Rapport   |
| 1938    | Reims            | Bernhard Petruschke | Ewald Kluge         | Roger Loyer        | Georges Cordey    | Rapport   |
| 1937    | Montlhéry        | "Dickwell"          | Roger Loyer         | E A (Ted) Mellors  | E A (Ted) Mellors | Rapport   |
| 1936    | Saint-Gaudens    | Henry Nougier       | Georges Monneret    | E A (Ted) Mellors  | Ragnar Sunnqvist  | Rapport   |
| 1935    | Montlhéry        | Jean Térigi         | Ove Lambert-Meuller | Carl Bagenholm     | René Milhoux      | Rapport   |
| 1933    | Dieppe           | Eric Fernihough     | Charlie Manders     | Jimmie Simpson     | Percy Hunt        | Rapport   |
| 1932    | Reims            | Eric Fernihough     | Leo Davenport       | Jimmie Simpson     | Stanley Woods     | Rapport   |
| 1931    | Montlhéry        | Eric Fernihough     | Graham Walker       | Ernie Nott         | Percy Hunt        | Rapport   |
| 1930    | Pau              | Eric Fernihough     | E A (Ted) Mellors   | Freddie Hicks      | Stanley Woods     | Rapport   |
| 1929    | Le Mans          | Albert Sourdot      | Syd Crabtree        | Freddie Hicks      | Charlie Dodson    | Rapport   |
| 1928    | Bordeaux         | Marcel Jolly        | Syd Crabtree        |                    | Stanley Woods     | Rapport   |
| 1927    | Saint-Gaudens    | Albert Sourdot      | Syd Crabtree        | Frank Longman      | Joe Craig         | Rapport   |
| 1926    | Strasbourg       | Lucien Lemasson     | Syd Crabtree        | Jules Rolland      | Alec Bennett      | Rapport   |
| 1925    | Montlhéry        | Albert Sourdot      | Jules Rolland       | J. Stevens         | Jimmie Simpson    | Rapport   |
| 1924    | Lyon             | Albert Sourdot      | Paul Meunier        | Frank Longman      | Alec Bennett      | Rapport   |
| 1923    | Tours            |                     | Geoff Davison       | Frank Longman      | Jim Whalley       | Rapport   |
| 1922    | Strasbourg       |                     | Geoff Davison       | Erminio Visioli    | Alec Bennett      | Rapport   |
| 1921    | Le Mans          |                     | "Vernisse"          | Paul Meunier       | Alec Bennett      | Rapport   |
| 1920    | Le Mans          |                     | Marcel Mourrier     | Kenelm Bartlett    | Georges Jolly     | Rapport   |